# Hermann Burger
Hermann Burger (* 10. Juli 1942 in Aarau; heimatberechtigt in Burg; † 28. Februar 1989 in Brunegg) war ein Schweizer Schriftsteller, Journalist und Germanist.

## Leben
Hermann Burger wurde als Sohn des Versicherungsinspektors und Plastikers Hermann Burger (1910–1982) und dessen Frau Gertrud, Pfendsack (1915–1984), einer Hauswirtschaftslehrerin, in Aarau geboren und verbrachte seine Kindheit in einem gutbürgerlichen Haus in Menziken. Sein Großvater väterlicherseits, Hermann Burger (1882–1943), war Wirt; sein Großvater mütterlicherseits war der Kunstmaler Hugo Pfendsack (1871–1940). Er hatte zwei jüngere Geschwister. Früh zeigten sich künstlerische Talente, neben dem Schreiben, Malen und Zeichnen auch im musikalischen Bereich; als Jugendlicher spielte Burger in einer Jazz-Combo drei Instrumente. Nach Erwerb seiner Matur an der Alten Kantonsschule Aarau studierte er (während vier Semestern) Architektur, dann Germanistik und Kunstgeschichte an der Universität Zürich.
Nach seiner Promotion im Jahr 1973 bei Emil Staiger (mit einer Dissertation über Paul Celan) und seiner Habilitation (mit einer Studie zur Schweizer Gegenwartsliteratur) war er ab 1975 als Privatdozent für deutsche Literatur vorab an der ETH Zürich sowie als Feuilletonredaktor beim Aargauer Tagblatt tätig. Nachdem der Künstler Felix Hoffmann und später der Lehrer, Schriftsteller und Kulturredaktor Anton Krättli (1922–2010) das Atelier im Gartenhaus des früheren Besitzers Heinrich Remigius Sauerländer auf dem Grundstück der Laurenzenvorstadt Nr. 61 aufgegeben hatten, benutzte es Burger von 1968 bis 1972.
Burger war seit 1987 Mitglied der Deutschen Akademie für Sprache und Dichtung.
Er heiratete 1967 die Juristin Anne Marie Carrel und hatte mit ihr die beiden Söhne Hermann (* 1975) und Matthias (* 1976). 1989 starb er durch eine Überdosis Medikamente an seinem Wohnsitz im Pförtnerhaus von Schloss Brunegg. Er lebte zu diesem Zeitpunkt bereits getrennt von seiner Familie und schied durch Suizid aus dem
Leben.
Sein Nachlass befindet sich im Schweizerischen Literaturarchiv in Bern.

## Literarisches Schaffen

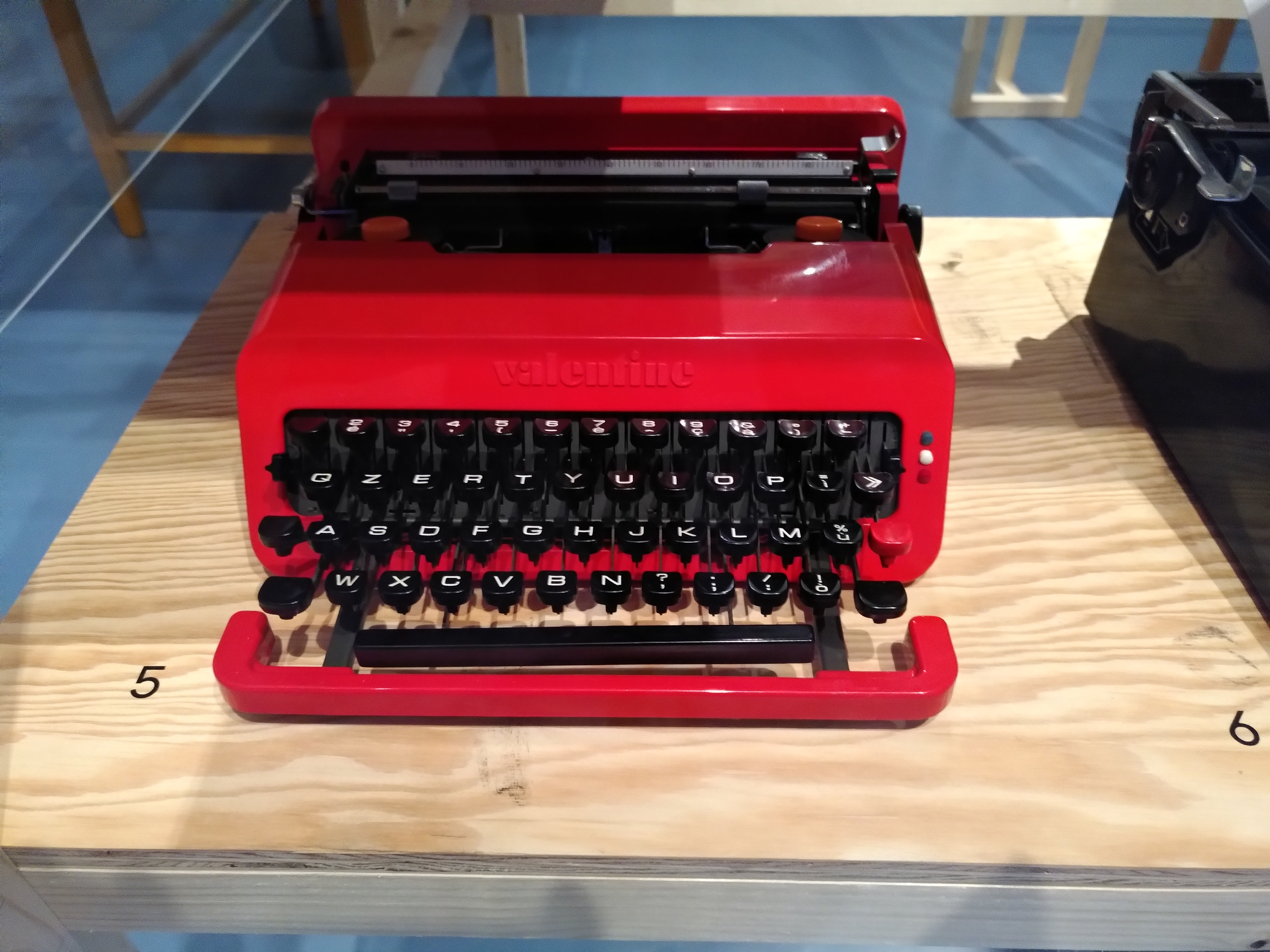
Schreibmaschine von Hermann Burger

Hermann Burgers erste Publikation überhaupt war ein Aufsatz in der vierten Ausgabe des «Zürcher Student» 1967. Burger hatte damals gerade sein Studienfach von Architektur zu Germanistik gewechselt und beschäftigte sich in «Schreiben Sie, trotz Germanistik?» mit der Situation dessen, der literaturhistorisch gebildet ist und zugleich selbst als Schriftsteller in Erscheinung treten will. Dieses Dilemma des poeta doctus wurde für Burger zu einem prägenden Thema, das auch in diversen Prosatexten verhandelt wird. So arbeitete er beispielsweise 1970 an dem Roman Lokalbericht. Ich-Erzähler in dem Fragment gebliebenen Werk ist ein Doktorand der Literaturwissenschaft, der sich nebenher als Romancier versucht und grandios scheitert. In Brenner 1: Brunsleben kehrt Burger die Konstellation um und imaginiert sich statt als gelehrten Dichter als unbelesenen Tabakkaufmann. Auch in der Frankfurter Poetikvorlesung sowie dem St. Galler Vortrag über wissenschaftliche und poetische Sprache greift Burger diese Themen auf und bezieht sich auf seinen Aufsatz von 1967.
Neben poetologischen Überlegungen beschäftigen sich Hermann Burgers Texte immer wieder auch mit Aussenseitern der Gesellschaft, die er als Einzelgänger würdigt. Dieses Schicksal teilte Burger mit seinen Figuren – sei es als musisch hoch talentiertes und gleichzeitig sehr sensibles Kind, das unter seiner als extrem kühl empfundenen Mutter-Beziehung litt, sei es als unter schweren Depressionen leidender Schriftsteller, für den Schreiben ein lebenserhaltender Prozess war.
Die Figuren seiner Romane und Erzählungen versuchen auf sprachlich virtuose und detailverliebte Weise ihre Lebenssituation – zumeist die eines kranken Menschen – darzulegen. In Burgers Romandebüt Schilten von 1976 geschieht das in Briefform, Adressat ist die «Inspektorenkonferenz»: Der Lehrer von Schilten hätte der Konferenz über den Unterricht und das Fortkommen der Schulkinder zu berichten. Da er anstelle eines Pausenplatzes jedoch einen Friedhof vor dem Schulhaus vorfindet, erzählt er mit enormer Sachkunde zusehends mehr von Totenkult, Friedhöfen und Abdankungen als vom Schulbetrieb. Burger vermischt in Schilten und anderen Texten Realität und Fiktion sowie Autobiographisches mit Erfundenem. Diese Technik bezeichnete er als Methode der «schleifenden Schnitte». Als literarische Vorbilder können unter anderen Franz Kafka und Thomas Bernhard gelten.
Der 1982 erschienene Roman Die Künstliche Mutter war seiner Ehefrau gewidmet und trägt in der Erstausgabe die Widmung «Für Anne Marie». 1988 erfolgte ein Wechsel vom langjährigen Verleger S. Fischer zum Suhrkamp Verlag.
Sein früher Förderer, der Literaturkritiker Marcel Reich-Ranicki, schrieb wenige Tage nach seinem Tod, am 3. März 1989, in einem Nachruf: «Hermann Burger war ein Artist, der immer aufs Ganze ging, der sich nicht geschont hat. Er war ein Mensch mit einer grossen Sehnsucht nach dem Glück. Die deutsche Literatur hat einen ihrer originellsten Sprachkünstler verloren.» Zu Burgers Schreibstil schrieb Reich-Ranicki: «Zwischen einer zuweilen schon hypertrophen Beredsamkeit und einer mitunter erschreckenden Sprachlosigkeit schwankend, artikulierte er sein Lebensgefühl».

## Auszeichnungen
- 1977: Preis der Schweizerischen Schillerstiftung, für Schilten
- 1979: Conrad-Ferdinand-Meyer-Preis
- 1983: Friedrich-Hölderlin-Preis der Stadt Bad Homburg, für Die Künstliche Mutter
- 1984: Aargauer Literaturpreis
- 1985: Ingeborg-Bachmann-Preis, für die Erzählung Die Wasserfallfinsternis von Badgastein, ein Hydrotestament in fünf Sätzen (in: Blankenburg)
- 1986: Werkauftrag der Stiftung Pro Helvetia
- 1988: Gesamtwerkspreis der Schweizerischen Schillerstiftung

## Publikationen
- Rauchsignale. Gedichte. Artemis, Zürich 1967.
- Bork. Prosastücke. Artemis, Zürich 1970.
- Paul Celan. Auf der Suche nach der verlorenen Sprache. Dissertation. Artemis, Zürich 1974.
- Schilten. Schulbericht zuhanden der Inspektorenkonferenz. Artemis, Zürich 1976.
  - Neuausgabe von Peter von Matt, mit Nachwort von Thomas Strässle: Nagel & Kimche, Zürich 2009, ISBN 978-3-312-00426-3.
- Diabelli. Erzählungen. (Collection S. Fischer, Band 9). S. Fischer, Frankfurt am Main 1979, ISBN 3-596-22309-1.
- Kirchberger Idyllen. Gedichte. (Collection S. Fischer, Band 14). S. Fischer, Frankfurt am Main 1980, ISBN 3-596-22314-8.
- Kleine Welt in bunten Bildern. Naive Malerei von Elisabeth Hostettler und Texte von Hermann Burger. AT Verlag, Aarau-Stuttgart 1982, ISBN 3-85502-153-8.
- Die Künstliche Mutter. Roman. S. Fischer, Frankfurt am Main 1982.
- Ein Mann aus Wörtern. S. Fischer, Frankfurt am Main 1983, ISBN 3-596-22334-2.
- Schriftbilder der Natur. Farbfotografien von Eckhard Hennig, Texte von Hermann Burger. AT Verlag, Aarau-Stuttgart 1985, ISBN 3-85502-243-7.
- Die allmähliche Verfertigung der Idee beim Schreiben. Frankfurter Poetik-Vorlesung. (Collection S. Fischer, Band 48). S. Fischer, Frankfurt am Main 1986, ISBN 3-596-22348-2.
- Blankenburg. Erzählungen. S. Fischer, Frankfurt am Main 1986.
  - Neuausgabe, zus. mit Diabelli: Ammann, Zürich 2002, ISBN 3-250-30009-8.
- Als Autor auf der Stör. S. Fischer, Frankfurt am Main 1987.
- Der Schuss auf die Kanzel. Eine Erzählung. Ammann, Zürich 1988, ISBN 3-250-10102-8.
- Tractatus logico-suicidalis. Über die Selbsttötung. S. Fischer, Frankfurt am Main 1988, ISBN 3-10-009618-5.
- Der Puck. Erzählungen (Nachwort von Adolf Muschg). Reclam, Stuttgart 1989, ISBN 3-15-008580-2.
- Brenner (auf vier Bände angelegt):
  - Erster Band: Brunsleben. Suhrkamp, Frankfurt am Main 1989, ISBN 3-518-40157-2.
  - Zweiter Band: Menzenmang. Kapitel 1–7 (= Fragment aus dem Nachlass). Suhrkamp, Frankfurt am Main 1992, ISBN 3-518-40477-6.
- Der Lachartist. Aus dem Nachlass herausgegeben von Magnus Wieland und Simon Zumsteg. Edition Voldemeer, Wien 2009, ISBN 978-3-211-95983-1.
- Lokalbericht. Aus dem Nachlass herausgegeben von Simon Zumsteg. Edition Voldemeer, Zürich, 2016, ISBN 978-3-11-048187-7.
- Zauberei und Sprache. Hrsg. von Simon Zumsteg. Mit Photographien von Isolde Ohlbaum. Nagel & Kimche, Zürich 2022, ISBN 978-3-312-01260-2.

Werkausgabe
- Werke in acht Bänden. Hrsg. v. Simon Zumsteg. Nagel & Kimche, München 2014, ISBN 978-3-312-00561-1.

## Film
- 1979: Schilten, Verfilmung des Romans unter der Regie von Beat Kuert mit Michael Maassen in der Hauptrolle, der auch am Drehbuch beteiligt war